# Marc Lahmann
Marc Lahmann (* 1967) ist ein deutscher Politiker (CDU). Von 2013 bis Januar 2021 war er Bürgermeister der Stadt Barsinghausen. Mittlerweile arbeitet er als stellvertretender Referatsleiter im Niedersächsischen Ministerium für Wirtschaft, Arbeit, Verkehr und Digitalisierung. 
Lahmann studierte Rechtswissenschaften an der Universität Hannover und war ab 1991 in der Kommunalpolitik tätig. Er war ab 2005 Erster Beigeordneter der Stadt Nettetal in Nordrhein-Westfalen, ab 2007 Erster Stadtrat von Barsinghausen und ab 2013 Bürgermeister von Barsinghausen. Zur Wiederwahl im Herbst 2020 trat er nicht an; sein Nachfolger ist Henning Schünhof (SPD).

## Belege
1. 1 2  https://www.con-nect.de/nachricht/31295-lahmann-tritt-nicht-mehr-als-buergermeister-an.html
2. ↑  https://www.kommunalpraxis.de/autoren/autoren-a-z/l/marc-lahmann

| Personendaten    | Personendaten                                                    |
| ---------------- | ---------------------------------------------------------------- |
| NAME             | Lahmann, Marc                                                    |
| KURZBESCHREIBUNG | deutscher Politiker (CDU), Bürgermeister der Stadt Barsinghausen |
| GEBURTSDATUM     | 1967                                                             |